# Kujavče
Kujavče je naseljeno mjesto u općini Kakanj, Federacija Bosne i Hercegovine, BiH.
Nalazi se zapadno od TE Kakanj.

## Stanovništvo

### 1991.
Nacionalni sastav stanovništva 1991. godine, bio je sljedeći:
ukupno: 268
- Muslimani - 267
- Jugoslaveni - 1

### 2013.
Nacionalni sastav stanovništva 2013. godine, bio je sljedeći:
ukupno: 248
- Bošnjaci - 244
- ostali, neopredijeljeni i nepoznato - 4